# Witali Walerjewitsch Zeschkowski
Witali Walerjewitsch Zeschkowski (russisch Виталий Валерьевич Цешковский, wiss. Transliteration Vitalij Valerjevič Ceškovskij; * 25. September 1944 in Omsk; † 24. Dezember 2011 in Krasnodar) war ein russischer Schachspieler.

## Leben
Zeschkowski entstammte einer namhaften polnischen Adelsfamilie (poln. Schreibweise: Cieszkowski) und kam in Sibirien zur Welt. 1969 nahm er für die UdSSR an der Studenten-Mannschaftsweltmeisterschaft im Schach teil, 1972 gewann er die Meisterschaft der RSFSR. 1973 wurde er Internationaler Meister, zwei Jahre später Großmeister. 1978 (gemeinsam mit Michail Tal) und 1986 gewann er die UdSSR-Meisterschaft, kurioserweise wurde er bei den darauffolgenden Meisterschaften jeweils Letzter.
Im Verlauf seiner Karriere errang Zeschkowski zahlreiche Turniersiege, unter anderem in Bukarest 1974, Leipzig 1975, Dubna 1976, Jerewan 1980, Banja Luka 1981, Sotschi 1981 und Minsk 1982. 1975 belegte er beim Zonenturnier in Vilnius den geteilten 1. bis 4. Platz und setzte sich in den anschließenden Stichkämpfen um die Plätze zur WM-Qualifikation durch: 1976 nahm er am Interzonenturnier in Manila teil und hatte lange Zeit über Chancen auf einen der Qualifikationsplätze zum Kandidatenturnier, verpasste ihn schließlich aber mit seinem vierten Platz knapp. Beim Interzonenturnier in Riga 1979 teilte Zeschkowski Platz 8 bis 10. 2004 qualifizierte er sich für das Superfinale zur Meisterschaft Russlands, das von Ex-Weltmeister Garri Kasparow gewonnen wurde. 2006, 2007, 2008 und 2009 gewann Zeschkowski die Seniorenmeisterschaft Russlands. 2009 in Rogaška Slatina und 2010 in Thessaloniki gewann er die Senioren-Europameisterschaft, 2008 wurde er in Davos Vize-Europameister der Senioren.
Zeschkowski arbeitete auch als Trainer. Er betreute unter anderen Wladimir Kramnik und Vugar Gashimov.
Am 24. Dezember 2011 nahm Zeschkowski an einem Schachturnier in Krasnodar teil, wo er während seiner Erstrundenpartie zusammenbrach und verstarb. Er wurde 67 Jahre alt.

## Nationalmannschaft
Zeschkowski gewann mit der sowjetischen Nationalmannschaft die Schacholympiade 1986 in Dubai und die Mannschaftseuropameisterschaft 1977 in Moskau.

## Vereine
In der sowjetischen Vereinsmeisterschaft spielte Zeschkowski 1966 für Burewestnik, später für Trud, mit denen er 1982 Meister wurde. Mit Trud gewann er auch den European Club Cup 1984 und wurde 1986 Zweiter. Am European Club Cup 1990 nahm er mit Vektor Nowosibirsk teil. In der russischen Mannschaftsmeisterschaft spielte Zeschkowski 1995 und 1996 für Tattransgas-Itil Kasan, mit denen er auch den European Club Cup 1996 gewann, 2001 für die Universität Maikop, 2002 und 2005 für Debiut-DVGU Wladiwostok und 2003 für Ural Oblast Swerdlowsk. In der polnischen Mannschaftsmeisterschaft 1995 spielte er für Polonia Warschau.